# Quarmiit
Quarmiit [quˌɑˈmːiːt] (nach alter Rechtschreibung K'uarmît; Kitaamiusut Quarmiut) ist eine wüst gefallene grönländische Siedlung im Distrikt Ammassalik in der Kommuneqarfik Sermersooq.

## Lage
Quarmiit befindet sich auf der Nordseite einer großen Insel auf der Ostseite des Ammassaliip Kangertiva. Vor Quarmiit liegt die kleine Insel Quarmiit Saartiat. Von Quarmiit aus sind es elf Kilometer nach Norden bis Kuummiit.

## Geschichte
Quarmiit war bereits vor 1930 besiedelt worden. Es ist nichts weiter bekannt, als dass der Wohnplatz 1946 aufgegeben wurde.